# Soumendu Roy
Soumendu Roy (bengalisch সৌমেন্দু রায় Saumendu Rāẏ; * 7. Februar 1933; † 27. September 2023 in Kolkata) war ein indischer Kameramann.

## Leben
Roy begann Mitte der 1950er Jahre als Kameraassistent von Subrata Mitra. Seit den Aufnahmen zu Satyajit Rays Apu-Trilogie erlernte er bei Mitra sein Handwerk in der Praxis, ohne je eine Filmschule zu besuchen. Ab 1959 arbeitete er als eigenständiger Kameramann. Er drehte 1961 Satyajit Rays Dokumentation über Tagore und war danach bis 1984 regelmäßig als Hauptkameramann für Ray tätig. Seine Ideen für die Belichtung arbeitete er meist gemeinsam mit Ray und dem Szenenbildner Bansi Chandragupta aus. Anfang der 1990er Jahre arbeitete er für Tapan Sinhas Ek Doctor Ki Maut und Buddhadeb Dasguptas Charachar.
Er wurde mit vier National Film Awards ausgezeichnet, für die Satyajit-Ray-Spielfilme Ashani Sanket, Sonar Kella und Shatranj Ke Khilari in der Kategorie Beste Kamera (Farbfilm) und für Raja Sens Dokumentarfilm über die Tagore-Sängerin Suchitra Mitra in der Sektion Dokumentarfilm/Beste Kamera.
Er verstarb am 27. September 2023 in Kolkata.

## Filmografie
- 1959: Marutirtha Hinglaj
- 1961: Drei Töchter (Teen Kanya)
- 1961: Rabindranath Tagore
- 1962: Abhijan
- 1964: Two
- 1965: Kapurush – Der Feigling (Kapurush)
- 1965: Mahapurush
- 1967: Chiriakhana
- 1967: Balika Badhu
- 1968: Goopy Gyne Bagha Byne
- 1970: Aranyer Din Ratri
- 1971: Sikkim
- 1972: Seemabaddha
- 1972: The Inner Eye
- 1972: Pratidwandi
- 1973: Ferner Donner (Ashani Sanket)
- 1974: Sonar Kella
- 1976: Jana Aranya
- 1976: Bala
- 1977: Die Schachspieler (Shatranj Ke Khilari)
- 1979: Joi Baba Felunath
- 1980: Hirak Rajar Deshe
- 1980: Pikoo
- 1981: Sadgati
- 1984: Das Heim und die Welt (Ghare Baire)
- 1990: Ek Doctor Ki Maut
- 1993: Suchitra Mitra
- 1993: Der Schutz der Flügel (Charachar)